# Brahmavihára
Brahmavihára v pálí i v sanskrtu znamená „Vznešený příbytek“. V buddhismu se tímto pojmem označují čtyři stavy mysli (přesněji mentální formace), jejichž rozvíjení je velmi doporučováno :
1. mettá – nepodmíněná a nesobecká milující laskavost
2. karuná – soucit ke všem bytostem bez rozdílu a úsilí být užitečný sám sobě i ostatním
3. muditá – radost z radosti druhého
4. upekkhá – vyrovnanost, klidná mysl

Jsou nazývány „vznešené“, protože představují správný způsob chování k druhým bytostem. Jsou nazývány „příbytky“, protože by se měly stát stálým rysem osobnosti, spíše než místem krátkých a řídkých návštěv. Jsou také označovány za „bezmezné“ (appamaňňa) stavy mysli, protože by neměly zůstat ohraničené na jednu skupinu bytostí, ale měly by být rozvíjeny stejnou měrou ke všem živým tvorům. Jsou neslučitelné s nenávistnými stavy mysli (dosa).
Aby byly tyto kvality plně rozvinuty, doporučuje se je mít nejen za principy jednání a náměty k přemýšlení, ale také je používat jako témata systematické meditace. Ta navíc vede k hlubším meditačním pohroužením, neboli vyšším stupňům mentální koncentrace, tzv. džhánám, které dále slouží k rozvíjení vhledu do pravé povahy jevů a tím k dosažení nirvány.